# Langelot contre la marée noire
Langelot contre la marée noire est le trente-cinquième roman de la série Langelot, écrite par le Lieutenant X (pseudonyme de Vladimir Volkoff). Il est paru pour la première fois en 1981, dans la Bibliothèque verte.

## Principaux personnages
- Langelot : orphelin, sous-lieutenant et agent du Service National d'Information Fonctionnelle, blond, 1,68 m, mince, « traits menus mais durs », alias le berger Angel Medina, originaire d'Avila en Castille, mousse sur l'Oléo III.
- Maria Carolina Alfuentes de Villafranca y Alrededor (alias Carlito Sanchez, mousse sur l'Oléo III) : armateur, propriétaire d'un superpétrolier.
- Pagañez : fondé de pouvoir, homme d'affaires véreux responsable des navires de Maria Carolina.
- Robarra : capitaine de navire, commandant de l'Oléo III, brute alcoolique au rhum.
- Nasri : second sur l'Oléo III, grand amateur de romans maritimes.
- Miguel Ramirez : détective, se fait passer pour un journaliste, aux multiples identités.
- Calaguer : marin professionnel, espion, saboteur et homme de main du SPHINX.
- Pepe Volapié : cuisinier, en réalité, inspecteur d'assurance.
- Li : mécanicien.
- Wallie : mécanicien.
- Ali : mécanicien.
- Eddie : homme d'équipage, chef des philippins servant sur l'Oléo III.

## Résumé
Les superpétroliers Oleo I et Oleo II ayant coulé, le SNIF envoie Langelot enquêter en Espagne dans le cadre de l'opération « Vinaigre » : il se fait embaucher à bord de l’Oleo III pour découvrir si les deux précédents sinistres étaient accidentels ou criminels. Langelot embarque sur le navire, après avoir écarté un rival, Calaguer. Le soir même, il est victime d'une tentative de meurtre. Il est sauvé par la propriétaire du navire, la jeune Maria Carolina Alfuentes de Villafranca y Alrededor, 18 ans, qui le soigne chez elle. À la suite d'une conversation avec Langelot, Maria Carolina décide de se faire engager elle aussi à bord de son propre navire. Elle se fait passer pour un jeune mousse, Carlito Sanchez tandis que Langelot se fait appeler Angel Medina, berger de Castille et Léon.
Les deux jeunes gens sont donc engagés à bord du super-pétrolier. Ils font connaissance avec le commandant Robarra (une brute, alcoolisée en permanence au rhum), avec le journaliste Miguel Ramirez, ainsi qu'avec l'équipage : Nasri, le second, le cuisinier Pepe Volapié, Wallie, Li et Ali, les trois mécaniciens, Eddie, chef des philippins embarqués. L'Oléo III, navire de 300.000 tonnes, est immatriculé au Liberia ; il est en piteux état, mal entretenu, son équipage est médiocre et il est mal commandé.
Le navire quitte Cadix, pour le Danemark. L'hypothèse du sabotage des pétroliers coulés étant forte, chacun craint un nouveau sabotage, dont l'Oléo III serait l'objet, durant la croisière.
Langelot mène son enquête ; il constate le comportement étrange de Miguel Ramirez, qui détruit son poste de radio. Pepe Volapié, le cuistot, ne sait pas faire la cuisine et est malade en mer. Il est surpris par Ramirez, près des citernes de pétrole. Le second du commandant, Nasri, est indifférent à la marche et aux affaires du navire.
Langelot brique la passerelle. Maria Carolina/Carlito décide de l'aider. Elle se déchausse. Ses orteils sont enduits de vernis : l'équipage découvre que "Carlito" est en fait une jeune femme déguisée en homme ; celle-ci est interrogée sur son identité, l'équipage croyant avoir démasqué le saboteur. Elle explique qu'elle est la propriétaire du navire mais le commandant Robarra ne la croit pas ; il la menace du « supplice de l'estrapade ». Ce dernier consiste à plonger une personne en mer jusqu'à ce qu'elle avoue ou jusqu'à sa noyade. Elle est plongée à deux reprises dans l'eau glacée et déchaînée. Au moment où elle risque d'être plongée une troisième fois, Langelot, dans un geste chevaleresque, affirme qu'il est le saboteur de l’Oleo I et de l’Oleo II.
Aussitôt, Langelot est enfermé à fond de cale dans l'attente de l'arrivée au Danemark. Durant la nuit, un passager clandestin se présente à lui : c'est Calaguer, le matelot rival qu'il a évincé. Calaguer se présente comme étant le saboteur chargé par le SPHINX de détruire le navire et demande des explications à Langelot. Le jeune agent secret, qui s'est auparavant libéré de ses liens, se bat contre Calaguer, armé d'un mauvais pistolet. Langelot lui assène le "coup de pied en volant", technique de karaté qui met Calaguer en fuite. Toujours enfermé, Langelot est plus tard réveillé, cette fois-ci par Ramirez. Ce dernier lui révèle qu'il est détective, enquêteur chargé, comme Langelot, de découvrir si les précédents navires ont fait l'objet d'actes criminels. Langelot retient ses aveux ; Ramirez le quitte. La nuit est de nouveau interrompue par un nouvel arrivant. Cette fois-ci, il s'agit du capitaine Robarra qui, complètement saoul, le pistolet à la main, lui déclare qu'il va le tuer pour que justice soit faite sans délai à l'égard d'un saboteur. Langelot est sauvé in extremis grâce à l'intervention de Maria Carolina, qui bouscule le capitaine sur l'échelle. Langelot lui révèle alors qu'il travaille pour les services secrets français. 
Le capitaine Robarra, lourdement blessé à la tête dans sa chute, ne peut plus conduire le navire. Langelot regroupe tous les hommes d'équipage et fait le point : le capitaine Robarra est blessé, évanoui et encore saoul dans sa cabine, Ramirez est enquêteur, Langelot n'est pas matelot, ni marin. Nasri, le second, n'a en réalité aucune formation de marin de commerce ; ayant menti sur ses qualifications, il est incapable de conduire le navire. La radio est détruite. Langelot prend la direction du navire. Maria Carolina tient la barre et dirige tant bien que mal le pétrolier, découvrant au passage le plaisir de le piloter, qui lui inspirera la décision qui clôt le roman. Petit à petit, le navire est de nouveau saboté : pilote automatique détruit, moteur endommagé, puis ce sera bientôt le gouvernail désactivé. Le temps presse. Langelot organise une chasse à l'homme pour retrouver coûte que coûte Calaguer, le saboteur au service du SPHINX, caché dans quelque recoin du navire. L'espace étant clos, il doit être retrouvé à brève échéance. 
La fouille ne donne pourtant rien tandis que la situation du navire s'aggrave. Langelot réalise que Calaguer est forcément aidé par un complice, membre de l'équipage. Langelot lance une seconde fouille du navire, cette fois-ci en groupe, afin que personne ne puisse agir seul et en cachette. Celle-ci ne donne rien non plus. Survient alors un appel de Maria Carolina : la barre du gouvernail ne répond plus, plus rien n'empêche le navire de se diriger vers les récifs. Il est complètement en panne et dérive lentement vers la côte, risquant l'échouage. Maria Carolina a l'idée de jeter les ancres : le pétrolier s'immobilise aussitôt près des côtes bretonnes.
Une conversation a lieu entre Langelot, Maria Carolina et Ramirez : la jeune fille pense que le complice de Calaguer est Robarra tandis que l'enquêteur désigne Pepe Volapié. Pepe Volapié se dévoile : il a été envoyé par la compagnie d'assurances du pétrolier pour enquêter également sur les avaries du navire. Il n'est ni cuisinier ni marin, comme chacun avait pu le constater.
Langelot réfléchit rapidement ; la lumière se fait en son esprit : il devine qui est le saboteur. Le détective/faux journaliste Ramirez et le marin « Calaguer » au service du SPHINX ne font qu'une seule et même personne. Calaguer a réussi à berner Langelot en venant lui rendre visite à deux reprises durant la nuit, une fois sous l'identité de « Calaguer », une seconde fois sous celle de « Ramirez » pour endormir sa méfiance. Mais il a commis une petite erreur, observée par Langelot. Ce dernier recherche Calaguer, l'agent du SPHINX, et le trouve installant des explosifs près des cuves de pétrole. Calaguer/Ramirez meurt à l'issue d'un échange de coups de feu, dans lequel Langelot est blessé au bras ; Calaguer mourant déclenche le détonateur de la bombe qu'il a installée près d'une immense cuve de pétrole. L'explosion déchire la citerne : le pétrole commence à se répandre à l'extérieur.
Pepe Volapié révèle qu'il dispose d'un poste radio tout neuf. Langelot alerte les secours, qui ne tardent pas à arriver. L'équipage est évacué par hélicoptère, piloté par l'enseigne de vaisseau de deuxième classe Lespinasse, de la marine nationale, en direction de Brest. Un expert évalue les risques de la situation. Aucune issue favorable n'est possible, sauf à brûler le pétrole de la cargaison, qui entraînerait la perte de celle-ci, ainsi que celle du navire, sans aucune possibilité d'indemnisation par l'assurance. 
Une réunion de crise a lieu à la préfecture avec les autorités maritimes et politiques ainsi qu'avec Langelot et avec Maria Carolina. Cette dernière comprend que la catastrophe va être épouvantable pour la Bretagne et déclare qu'elle accepte que la cargaison de pétrole soit brûlée et que son dernier navire soit donc détruit. Elle sera ruinée. Le représentant de la compagnie d'assurances confirme que sa société ne remboursera pas le coût du sinistre. Maria Carolina maintient sa position : il est hors de question qu'une marée noire ait lieu en Bretagne. 
Maria Carolina embarque avec Langelot dans l'hélicoptère de Lespinasse, équipé de bombes incendiaires. Elle déclenche le bombardement des cuves : le pétrole est incendié. La marée noire est écartée. L'Oléo III est perdu. Maria Carolina déclare à Langelot qu'elle va entreprendre des études pour être la première femme espagnole à détenir le titre de capitaine de navire dans la marine marchande.

## Parutions
- 1981 - Hachette, Bibliothèque verte (français, version originale), illustré par Robert Bressy.

## Autour du roman
- Les dégâts épouvantables des marées noires et les carences d'entretien des super-pétroliers ont fortement frappé l'opinion. En 1978, le naufrage de l'Amoco Cadiz, au large des côtes bretonnes, produit un désastre écologique de grande ampleur. À partir de juin 1980, la société Amoco est poursuivie en justice par un collectif de collectivités locales et d'associations bretonnes. Le roman paraît en 1981.
- À plusieurs reprises, le roman fait la critique du pavillon de complaisance, ici, nominativement, celui du Libéria. La logique financière, consistant à réduire les coûts aux dépens de la sécurité, est également pointée par l'auteur (pages 48, 49 et 50, édition Hachette).
- La fermeture du canal de Suez, en 1967, entraîne la course à la taille des pétroliers. Les pétroliers de plus de 320.000 tonnes sont déjà fréquents, dans les années 1960. L'Oléo III est présenté comme jaugeant 300.000 tonnes. Le record mondial est détenu par le Seawise Giant, pétrolier de 420.000 tonnes, construit en 1975, allongé entre 1979 et 1981, démoli en 2009.
- Maria Carolina porte un patronyme à particules. En castillan, "Fuentes" sont les "sources" et "Alrededor" signifie "autour". Soit un nom qui signifierait "Marie Caroline des Sources de Villefranche et Autour".
- Dans Langelot et le sous-marin jaune, mission antérieure, Langelot affronte également le SPHINX, qui coule des pétroliers anglais et français en méditerranée, afin de placer les navires avec lesquels il possède des liens financiers.

## Photos

### Super-pétroliers

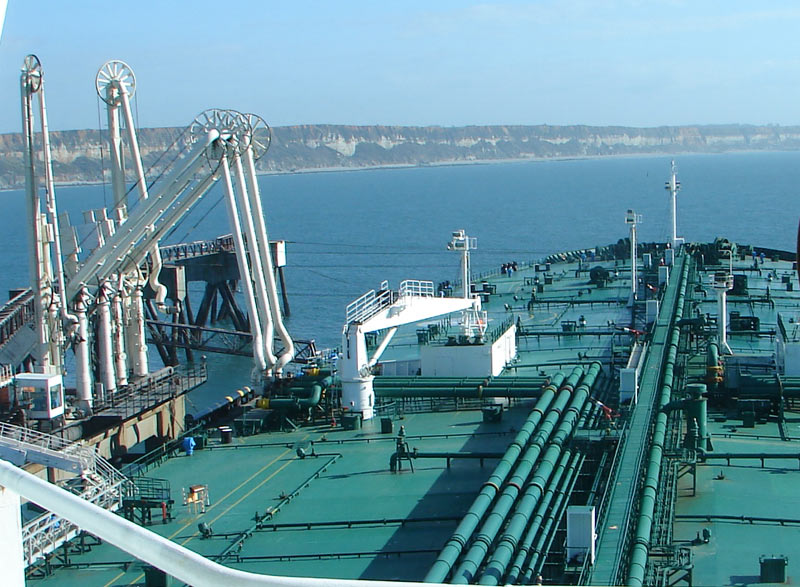
Un pétrolier en train de charger sa cargaison.
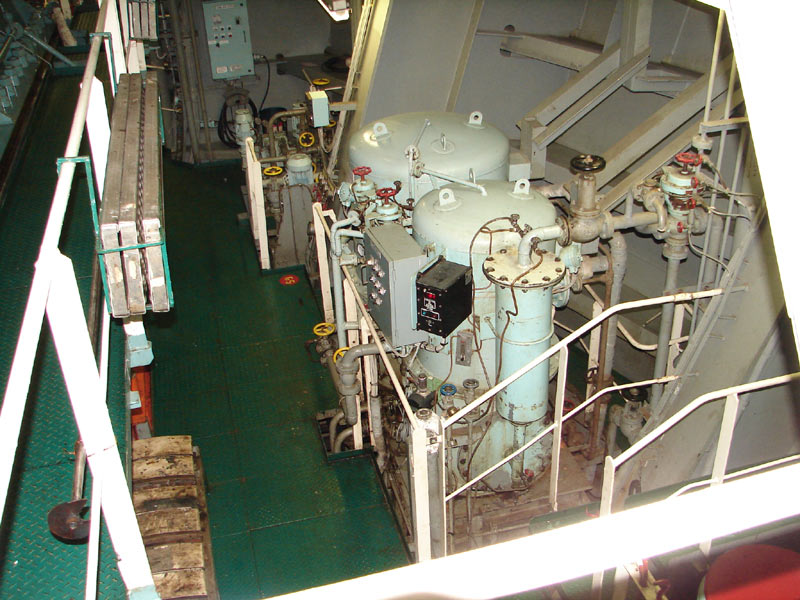
Des machines dans le navire.
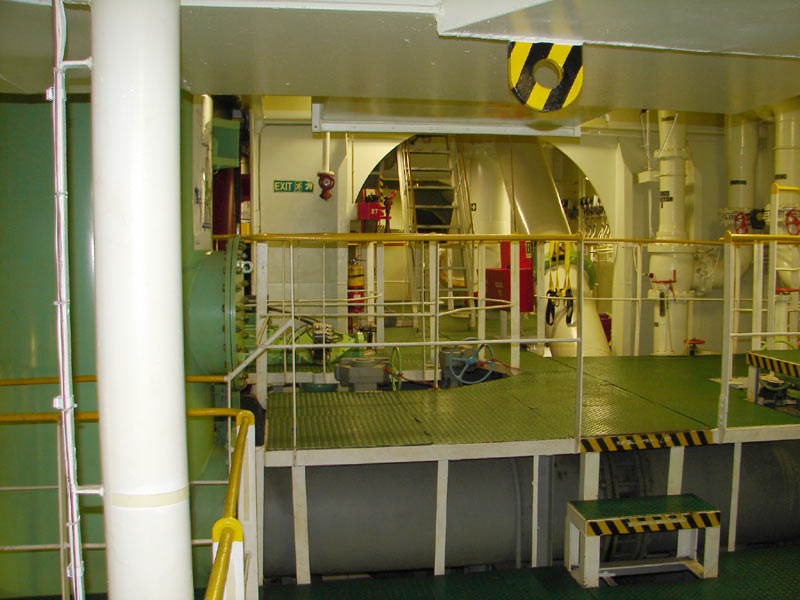
Autres machines.

### Marées noires

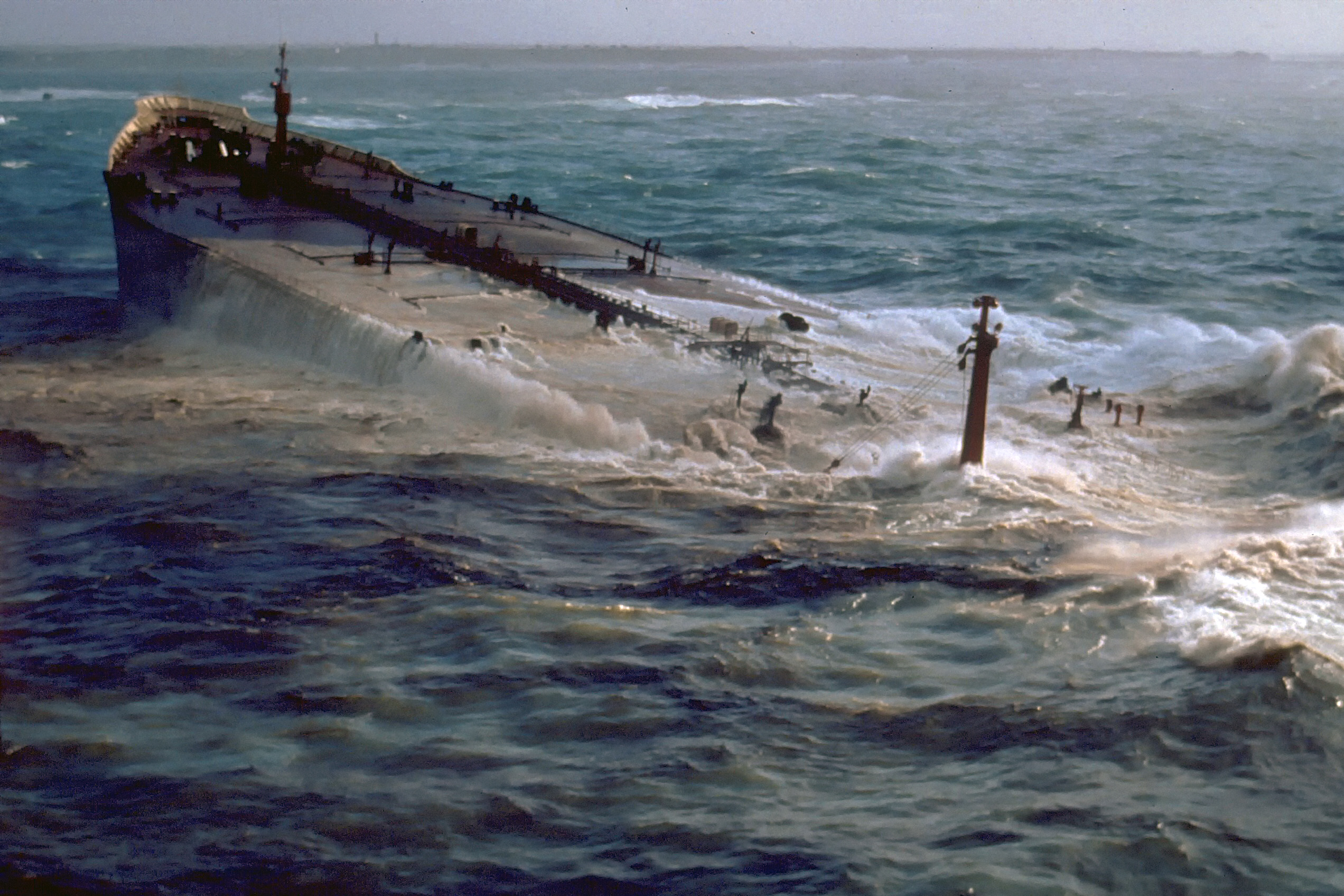
Un supertanker en train de couler.
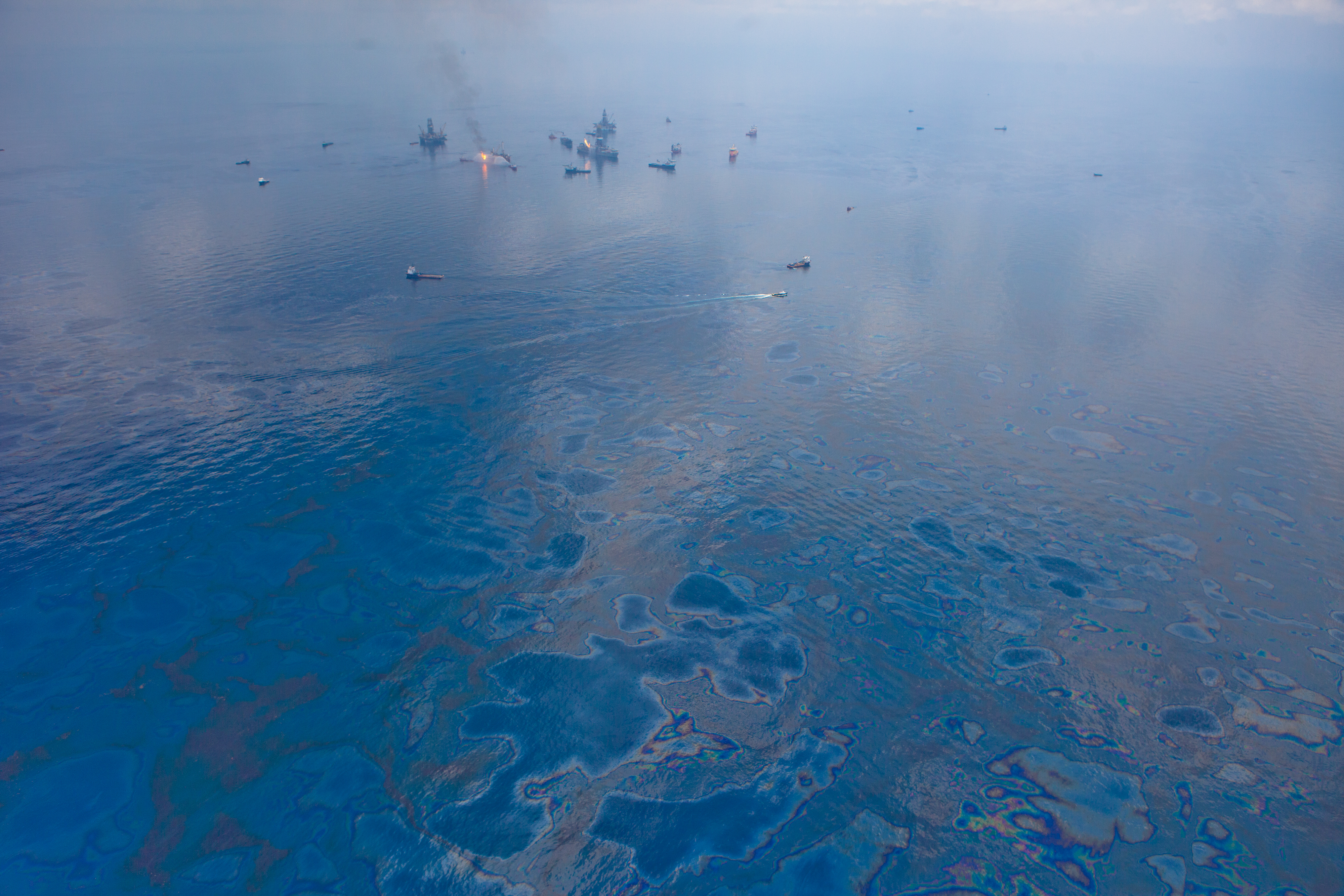
Une marée noire en mer.
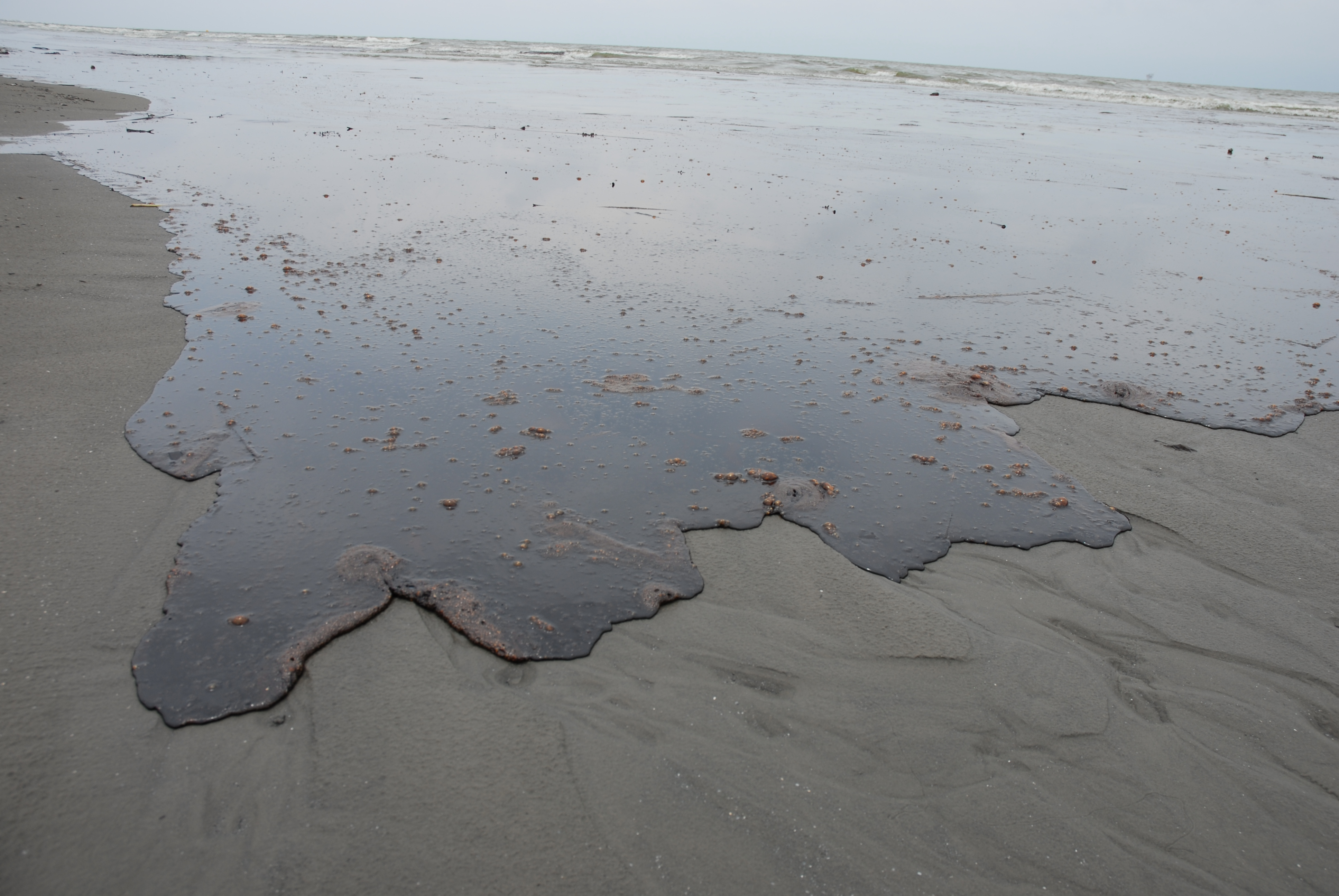
Dégâts d'une marée noire sur le rivage.